# آدم جونسون (لاعب كرة قاعدة)
آدم جونسون (بالإنجليزية: Adam Johnson)‏ هو لاعب كرة قاعدة أمريكي، ولد في 12 يوليو 1979 في سان خوسيه في الولايات المتحدة.

## وصلات خارجية
- آدم جونسون على موقع دوري كرة القاعدة الرئيسي (الإنجليزية)
- آدم جونسون على موقعبيزبول رفرنس.كوم (الدوري الرئيسي) (الإنجليزية)
- آدم جونسون على موقعبيزبول رفرنس.كوم (الدوري الثانوي) (الإنجليزية)
- آدم جونسون على موقع إي إس بي إن.كوم (أم.أل.بي) (الإنجليزية)
- آدم جونسون على موقع مشجعي الرسوم البيانية (الإنجليزية)